# Cervia
 (octobre 2023).
Si vous disposez d'ouvrages ou d'articles de référence ou si vous connaissez des sites web de qualité traitant du thème abordé ici, merci de compléter l'article en donnant les références utiles à sa vérifiabilité et en les liant à la section « Notes et références ».
Pour les articles homonymes, voir Cervià.
Cervia est une ville italienne de la province de Ravenne dans la région Émilie-Romagne en Italie.

## Géographie
Située sur les rives de la mer Adriatique, à 15 km de Ravenne, 2 km de Cesenatico et 22 km de Rimini, pour le bord de mer et à 10 km de Cesena, la cité de Cervia forme la partie extrême sud du parc du delta du Pô et un des 9 ports important de la riviera romagnole avec Goro, Comacchio, Porto Garibaldi, Marina di Ravenna, Cesenatico, Bellaria-Igea Marina, Rimini, Riccione et Cattolica.
Elle est desservie par la route Strada statale 16 Adriatica ou Romea Sud qui longe l’Adriatique jusqu’à Venise, par la route provinciale SP254 qui mène à Forlì et par la SP71bis pour Cesena par laquelle on peut rejoindre l'autoroute italienne A14, à caselli di Cesena (15 km) et Rimini Nord (24 km), 

### Distance des principales cités italiennes
- Bologne = 98 km
- Florence= 138 km
- Milan = 311 km
- Rome = 359 km
- Turin = 431 km
- Naples = 541 km
- Bari = 590 km

## Histoire
Cervia, à l’époque romaine s’appelait Ficocle et était située à environ 4 km à l’ouest de la cité actuelle, à la limite des marais salants du delta du Pô. Sur les parties émergées une immense pinède s’étendait, au-delà du fleuve Savio, jusqu’à Ravenne. La découverte de traces humaines remonte au IIIe siècle av. J.-C.
En 709, Ficocle fut entièrement détruit par l’exarchat de Théodoric le Grand, et les habitants durent se réfugier dans les marais où ils fondèrent une nouvelle cité, qu’ils nommèrent Cervia, probablement à cause des cerfs qui peuplaient la pinède.
La légende veut que le nom soit dû à un cerf, qui pour échapper aux chasseurs, se serait agenouillé devant St Bassano, évêque de Lodi. Cette légende inspira l’emblème de la ville (un cerf agenouillé).
Le sort de la cité a toujours été lié à celui des salines, dont l’exploitation et le commerce remonteraient à l’époque des étrusques et servait de monnaie d’échange.
Au Moyen Âge, après une longue période de guerre, la cité passa sous la dominations des Malatesta, seigneurs de Rimini, puis en 1493, fut vendue à la république de Venise qui désirait avoir le monopole du sel, essentiel à la conservation des aliments.
Hors l’époque napoléonienne, la cité fut, comme sa voisine Césène, la propriété des États pontificaux jusqu’en 1859.
N’appréciant pas le climat des marais, le pape Innocent XII fit détruire et rebâtir la cité à l’endroit actuel. De cette époque il ne reste que le « magasin du sel », la « tour St-Michel » et le quadrilatère du centre historique.

## Économie

### Salines
L’histoire de Cervia est fortement liée à la production du sel marin et la réserve naturelle des salines de Cervia ainsi que le musée du sel en sont les témoins.
L’intérieur du parc comporte l’établissement de production industrielle du sel et l’antique "saline Camillone" où l’on continue à récolter le sel de manière artisanale selon la méthode locale.
Le sel de Cervia dit « sel doux »non iodé, est très connu en Italie, pour une présence de sels amers plus limitée comme le sulfate de magnésium, de calcium, de potassium et chlorure de magnésium, c’est-à-dire de toutes les substances qui contribuent à donner au sel ce goût amer peu agréable au palais.

### Musée
- MUSA – le musée du sel[9] se trouve dans l’entrepôt du sel vers la "Torre" (tour carrée au début du port-canal), où sont conservés tous les documents photographiques, ustensiles pour la production du sel, un plan des salines ainsi qu’un cristal de sel d’un poids d’environ 15 kg.

### Pêche
- Le port-canal[10], accès à la mer, est la continuité du canal datant environ du XV et XVIe siècle qui apportait l’eau de la mer aux salines. Les deux quais ou jetées longs de 100 et 160 mètres sont praticables et très prisés des promeneurs. Sur la rive droite du port, deux bassins artificiels accueillent des embarcations de pêche et de plaisance.

Un petit marché aux poissons, ouvert tous les matins, dispose de 26 box présentant le poisson fraîchement débarqué.

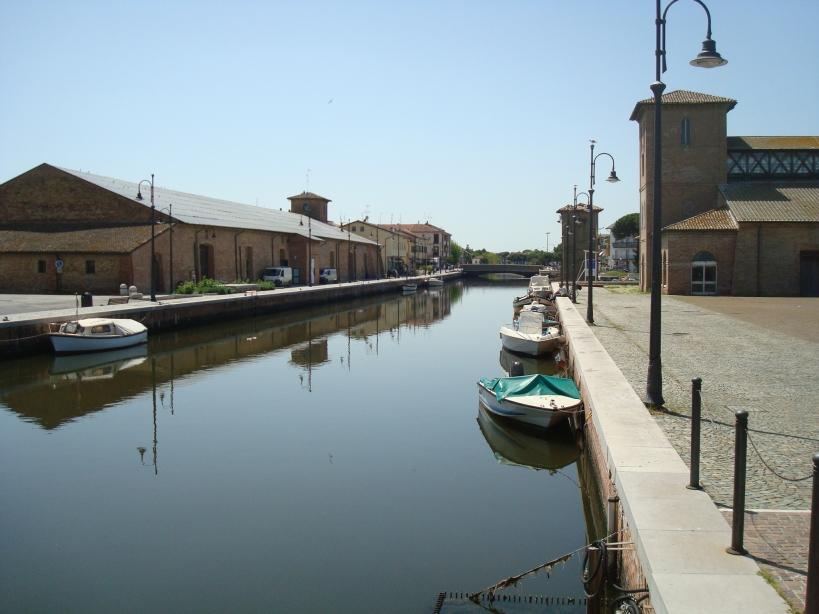
Le canal arrivant des salines de Cervia
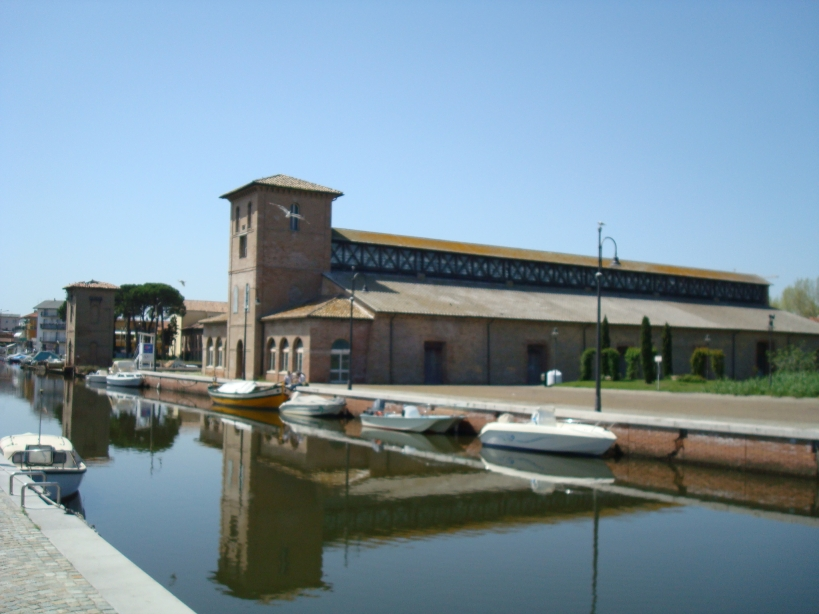
Le musée du sel
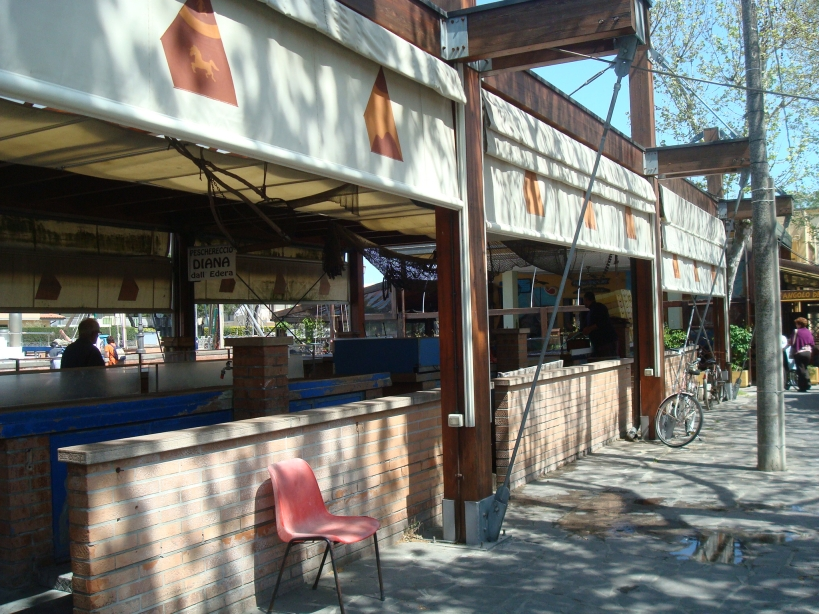
Le nouveau marché aux poissons

### Tourisme
La ville même de Cervia est déclarée « ville de repos », avec un respect très profond de la nature présente. Contrairement à sa voisine Cesenatico, les constructions sont soumises à des règlements urbanistiques très stricts, privilégiant la conservation de la pinède et des espaces verts entre chaque nouvelle construction. Avec le développement de Milano Marittima, la présence de discothèques et de bals en plein air fut bannie de Cervia, pour le plus grand confort des résidents et des touristes.
- Le centre historique et le port

- La Pinarella, (« Pinarella di Cervia ») section comme « Milano Marittima » et « Tagliata di Cervia » faisant partie de la commune de Cervia, vaste pinède qui s'étend, sur près de 4 km, tout au long de la large plage, de l'antique cité de Cervia jusqu'à la Tagliata qui fait confins avec la commune de Cesenatico. Cette pinède, consacrée au camping-caravaning jusque dans les années 1960, fut rendue à l'état naturel et consacrée uniquement à la promenade et au repos pour le plus grand plaisir des estivants.

Cette pinède plantée par l'empire romain, avant sa protection était couverte par un droit inaliénable à tout habitant : « le droit à se chauffer » et était utilisée pour la sorte jusqu'au XIXe siècle. Puis les agriculteurs de Cervia possédant des terres dans cette portion Cervia → Tagliata, commençaient au début du XXe siècle à construire des pensions et hôtels dans cette bande de pins maritimes, le tourisme prenant place vers la fin du XIXe, alors une bande de près de 300 mètres de large sur toute la longueur le long de la plage fut protégée. Pinarella di Cervia était née !  Quelques villas d'heureux propriétaires y sont présentes, mais ce sont surtout les hôtels et pensions de ces agriculteurs reconvertis qui en ont fait la renommée.
La pinède de Cervia d’environ 260 hectares, comprenant les zones de Milano Marittima, Cervia, Pinarella et Tagliata, a toujours été une caractéristique de ce lieu, avec celle de Classe di Ravenna. La pinède qui débute près de l'église San Antonio, comprend des essences comme le pin, genévrier, chêne, frêne, saule. Le sous-bois lui se compose de mûrier, troène, prunellier, vigne sauvage et églantier.
- Le Terme, à l'opposé de la Pinarella, entre Milano Marittima et la route nationale SS16 (E55) de Ravenne, est l'autre antique pinède de Cervia, transformée en parc animalier naturel idéal pour la promenade en famille (amusement garanti pour les enfants).

## Centre historique
Piazza Garibaldi
Point central du centre historique de Cervia, de forme rectangulaire, cette place est traversée par la corso Giuseppe Mazzini qui, du sud au nord mène de Cesenatico à Milano Marittima.
Une fontaine de 1894 surgit dans un angle de cette place qui est entourée de grands édifices dont le Palazzo Comunale (hôtel de ville) et la cathédrale juste en face.

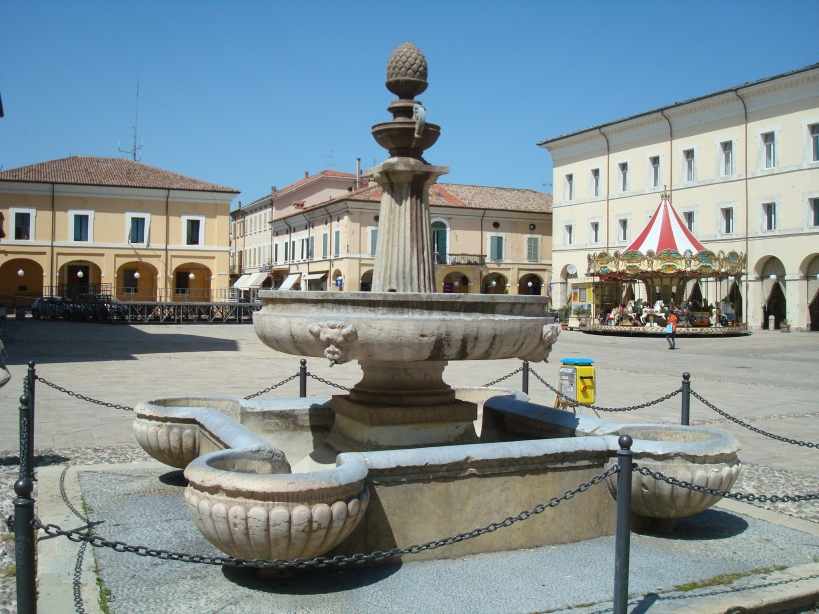
La piazza Garibaldi de Cervia
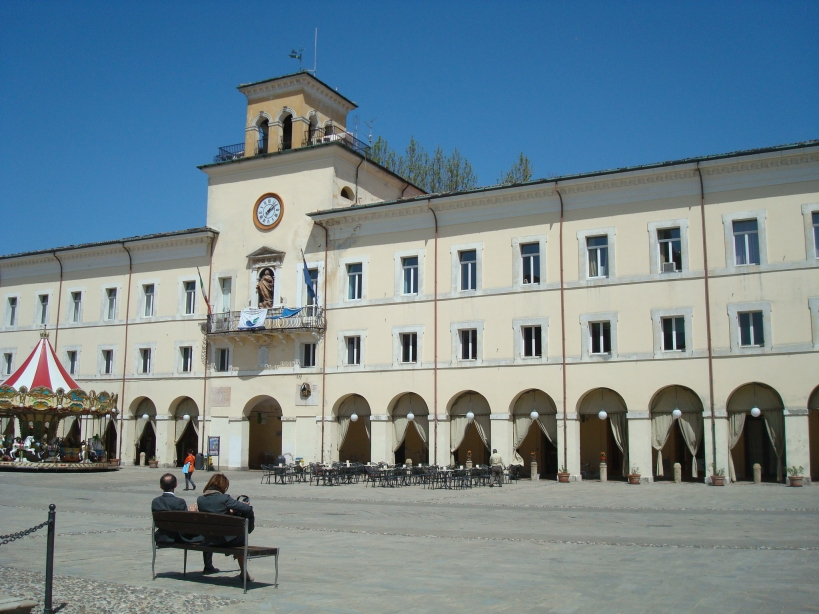
La façade avant du Palazzo Comunale
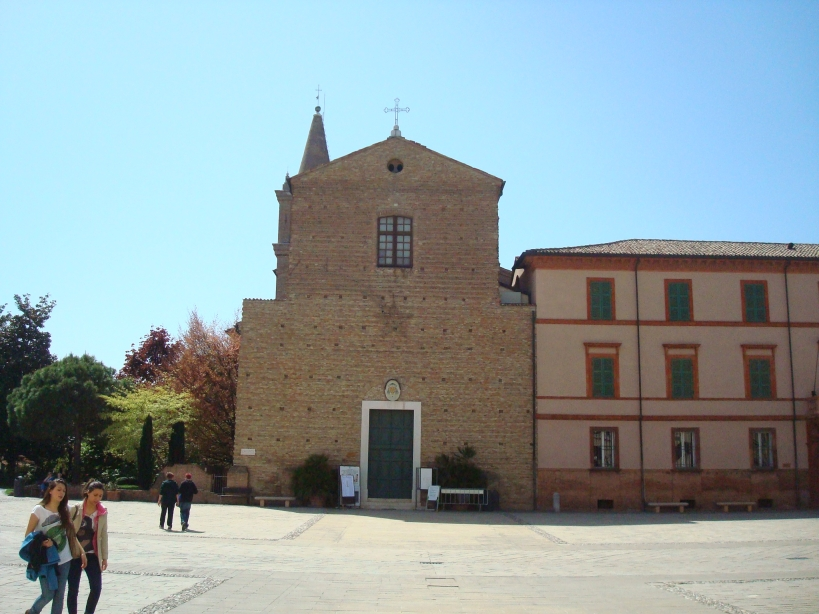
La cathédrale
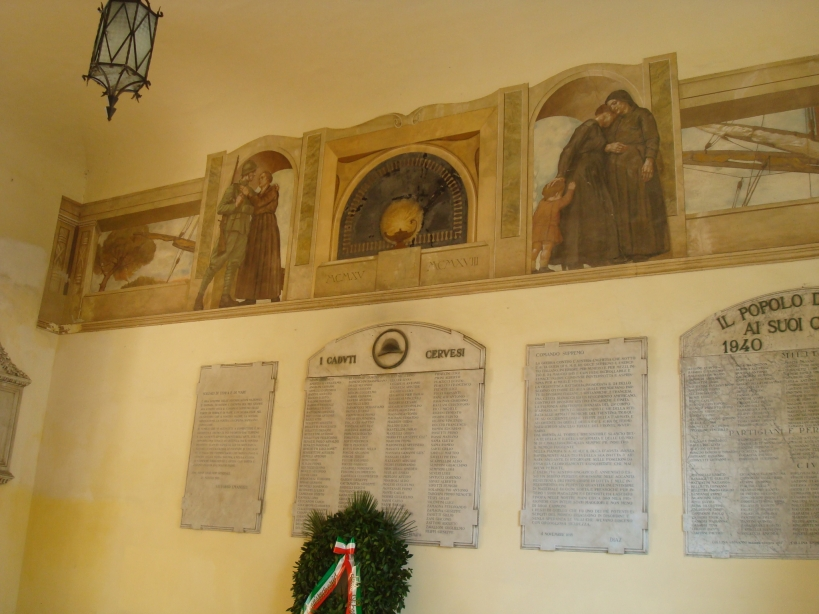
Plaque commémoratives
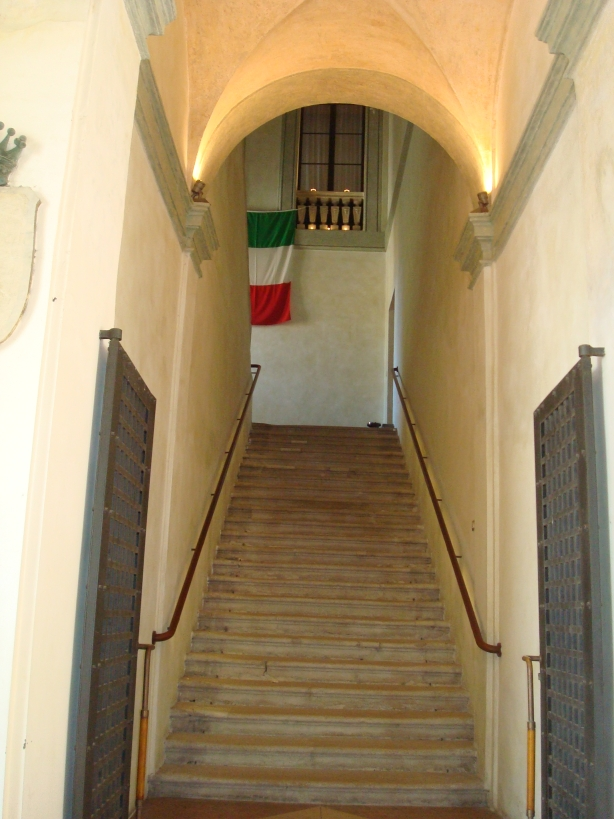
Escalier d’accès au Palazzo

Palazzo comunaleConstruit entre les années 1702 et 1712, d’après un projet de Francesco Fontana, cet hôtel de ville comprend trois étages ; un rez-de-chaussée avec des galeries en arcades hébergeant des commerces et deux étages consacrés aux services administratifs de la cité. Au centre du bâtiment ; un beffroi accueille une horloge (en son sommet) et un passage donnant sur la Piazza Pisacana. Les murs de ce passage sont couverts de plaques commémoratives et de fresques. En 1754, un balcon avec rambarde métallique fut construit juste sous l’horloge avec une niche pour la statue de la Madone en terre cuite. À l’intérieur du palazzo, des vitrines accueillent des restes archéologiques témoins de la riche histoire de la cité.
La cathédraleToujours sur la piazza Garibaldi et face au Palazzo Comunale, la cathédrale projetée par Francesco Fontana et dont la première pierre fut posée en 1699 est restée inachevée, le campanile fut réalisé en 1750.
La Piazza Pisicana
Cette place, aussi appelée Piazza delle erbe (place des herbes), donne à l’arrière du Palazzo Comunale, qui à l’origine devait en être la cour principale. Elle fut consacrée jusque dans les années 1960 au marché aux fruits et légumes. L'une de ses faces est occupée par l’arrière du palazzo qui présente la particularité de posséder, à gauche de la porte cochère, une stèle de pierre datée de 1636 et représentant les mesures de construction de la cité, sorte de normalisation de l’époque.
Sur un des côtés de la piazza, l’ancienne pescheria (marché aux poissons), aujourd’hui transformé en pinacothèque consacrée aux anciennes salines. Le nouveau marché aux poissons se trouve le long du port canal.
Face au palazzo, un corps de bâtiments ferme la place, une sortie sur le long viale Roma mène directement à la mer Adriatique.

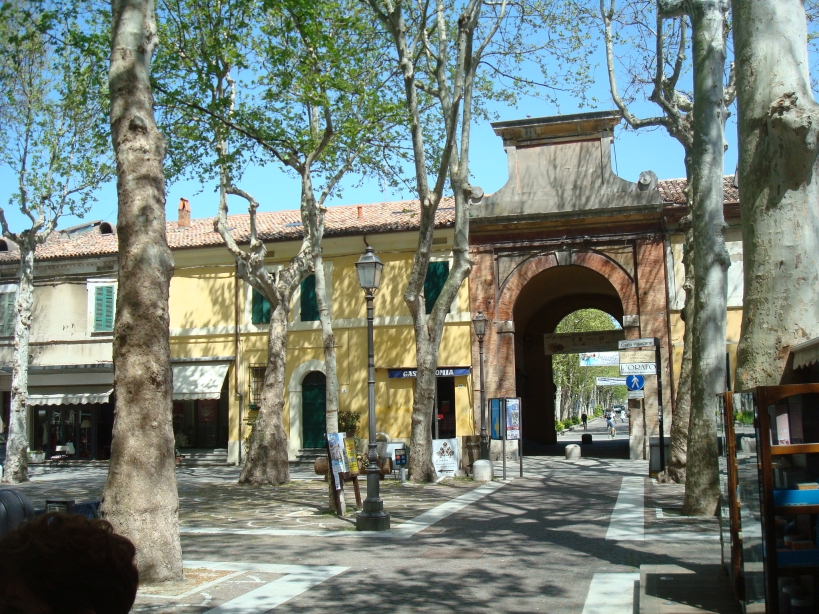
La piazza Pisacana
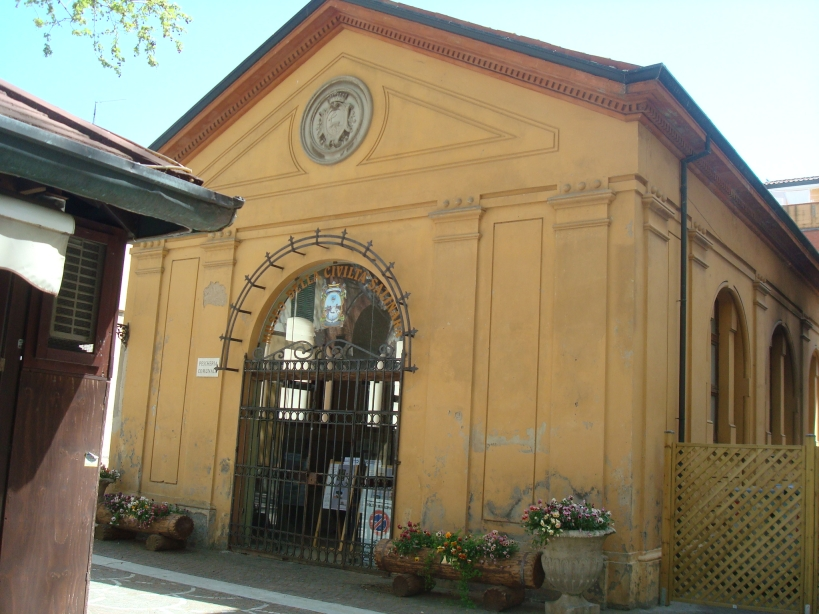
Ancienne poissonnerie
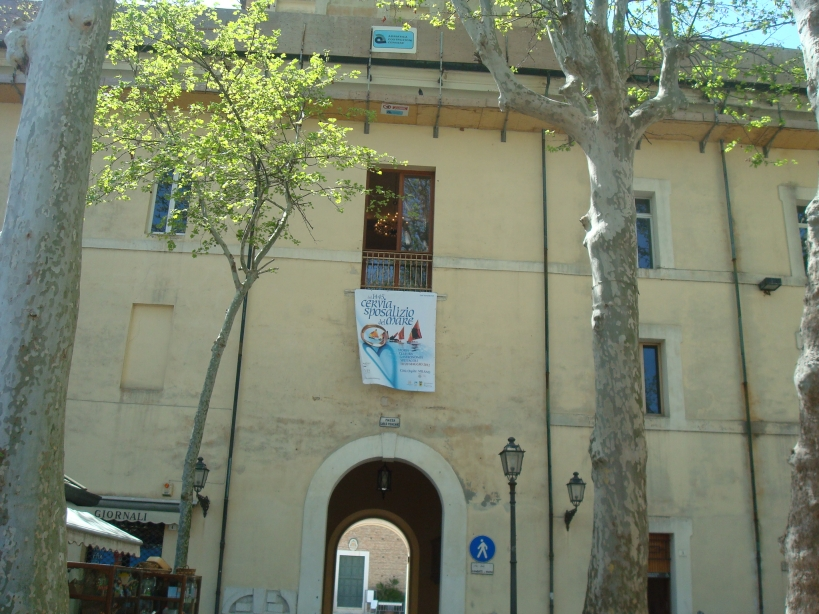
Arrière du palazzo Comunale
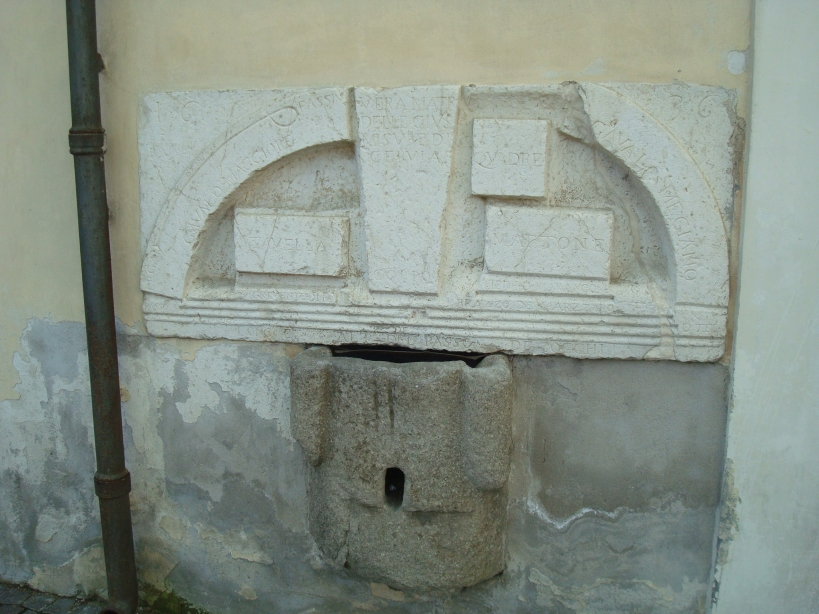
La pierre des mesures

## Culture

### Événement commémoratif
- Le « Sposalizio del Mare » ou « Le mariage de la mer » un évènement qui a lieu tous les ans à l'Ascension depuis 1445 est une des plus anciennes et célèbres traditions de la ville. Journée qui débute par une course de bateaux, régate historique avec d’anciennes embarcations à voiles, expositions, spectacles et marchés aux puces[12]. Puis concours entre les jeunes de la ville qui se disputent un trophée symbole de chance et prospérité ;

### Fêtes, foires
Grand marché le jeudi
Fête de la Saint-Laurent a lieu le 10 août chaque année : nuit de la San Lorenzo.
Un marché ambulant s'installe sur l'avenue du bord de mer (Lungomare G. Deledda), et des évènements sont organisés tout au long de la journée :
- Concert de musique locale
- Tirage de la Tombola sur la place historique (Place Garibaldi)
- Feu d'artifice le soir depuis la plage publique
La coutume régionale veut que les paysans alentour profitent de l'évènement pour quitter les champs et aller se baigner dans la mer.

## Administration
| Période                                  | Période  | Identité        | Étiquette | Qualité |
| ---------------------------------------- | -------- | --------------- | --------- | ------- |
| 2004                                     | En cours | Roberto Zoffoli |           |         |
| Les données manquantes sont à compléter. |          |                 |           |         |

### Hameaux
Cannuzzo, Castiglione, Milano Marittima, Montaletto, Pinarella, Pisignano, Savio, Tagliata, Tantlon, Terme, Villa Inferno

### Communes limitrophes
Césène, Cesenatico, Ravenne

## Population

### Évolution de la population en janvier de chaque année
| 1861  | 1901  | 1931   | 1961   | 1991   | 2001   | 2011   |
| ----- | ----- | ------ | ------ | ------ | ------ | ------ |
| 5 715 | 7 931 | 11 902 | 19 050 | 25 594 | 25 892 | 28 896 |

### Ethnies et minorités étrangères
Selon les données de l’Institut national de statistique (ISTAT) au 1er janvier 2011 la population étrangère résidente était de 3 171 personnes.
Les nationalités majoritairement représentatives étaient :
| Pos. | Pays       | Population |
| ---- | ---------- | ---------- |
| 1    | Roumanie   | 1 440      |
| 2    | Albanie    | 400        |
| 3    | Sénégal    | 228        |
| 4    | Ukraine    | 169        |
| 5    | Pologne    | 113        |
| 6    | Maroc      | 110        |
| 7    | Moldavie   | 96         |
| 8    | Tunisie    | 95         |
| 9    | Bangladesh | 58         |
| 10   | Brésil     | 45         |

## Jumelages
- Aalen (Allemagne)
- 🇫🇷 La Baule-Escoublac (France)

## Galerie de photos

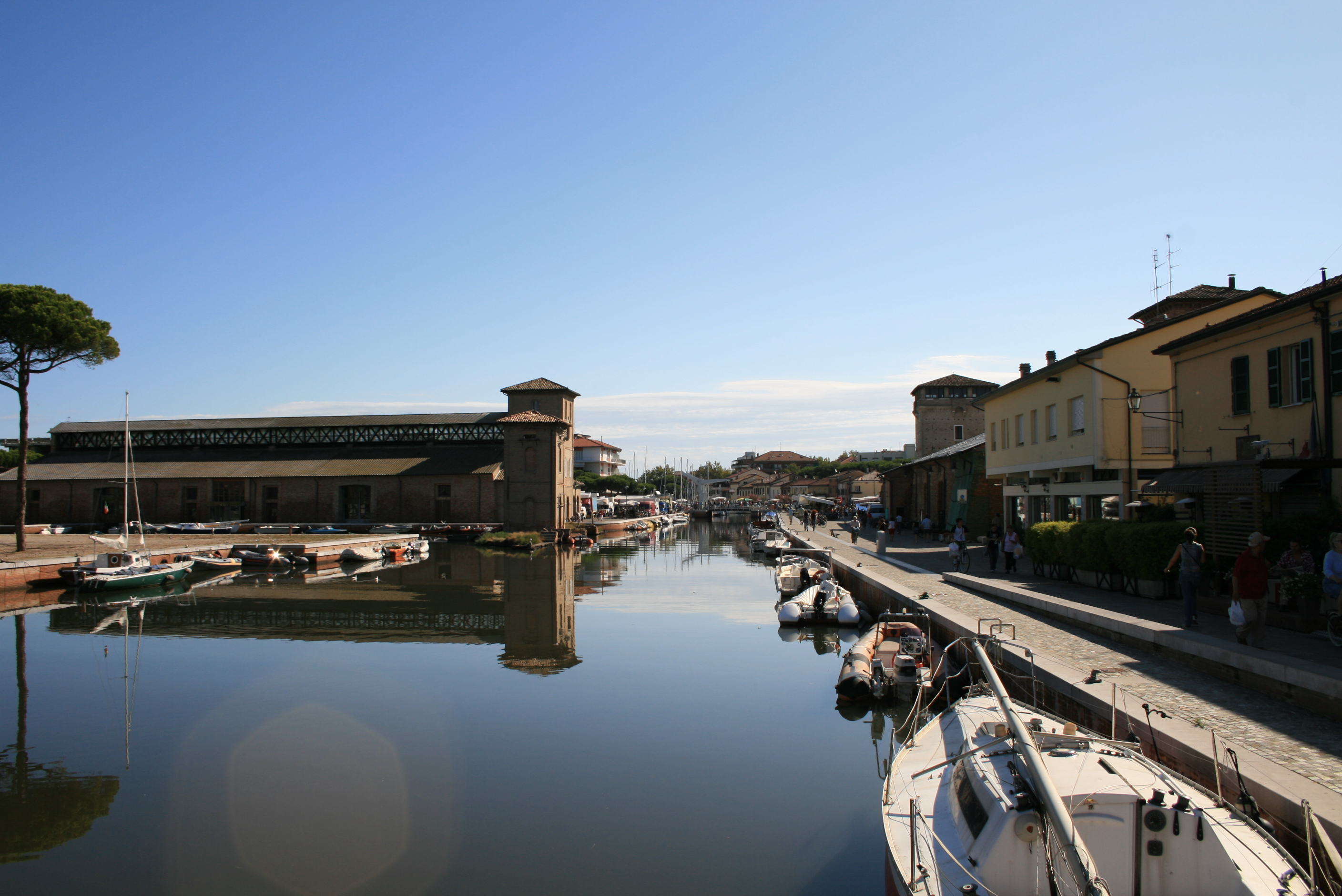
Magazsin du sel (musée)
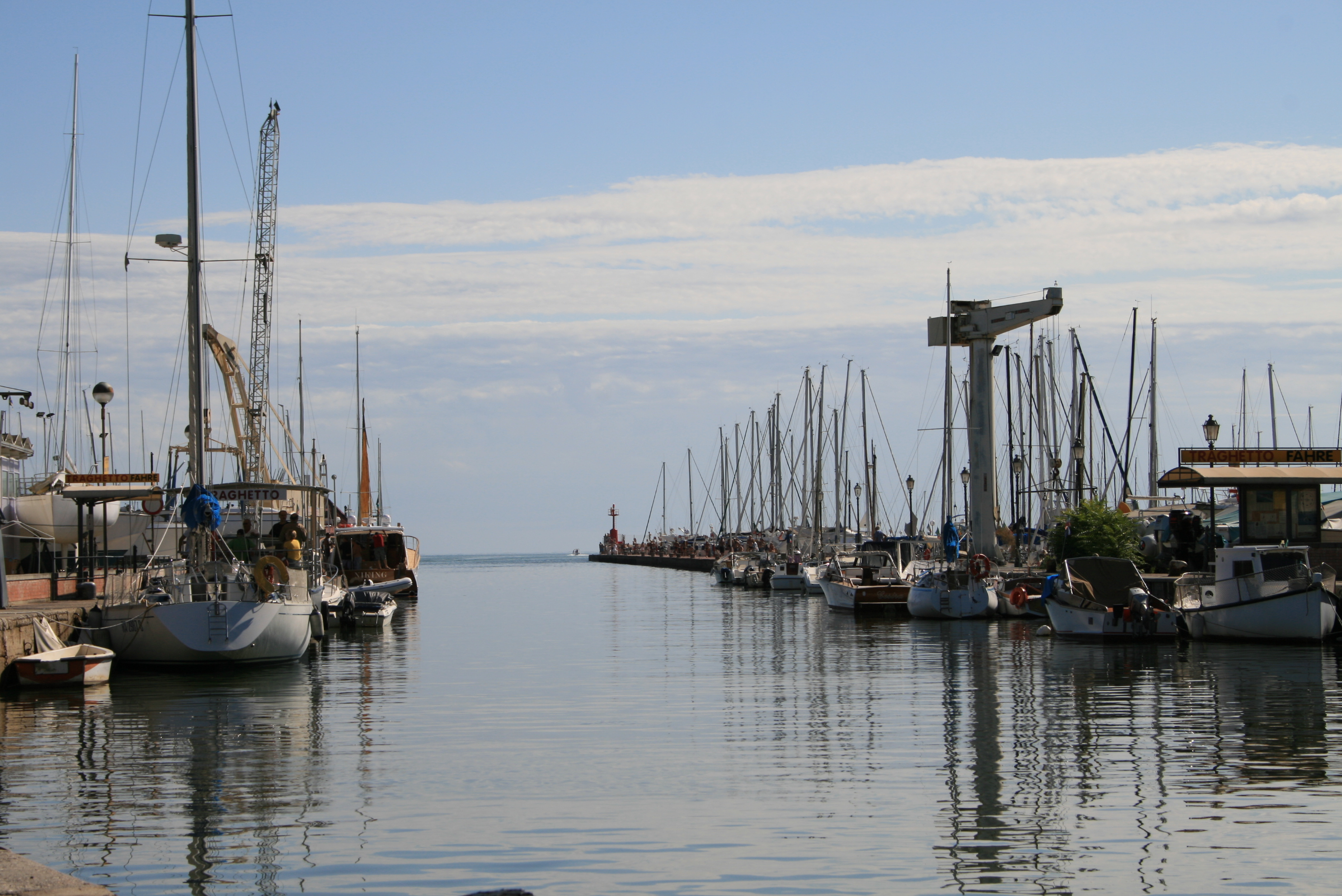
Porto Canale
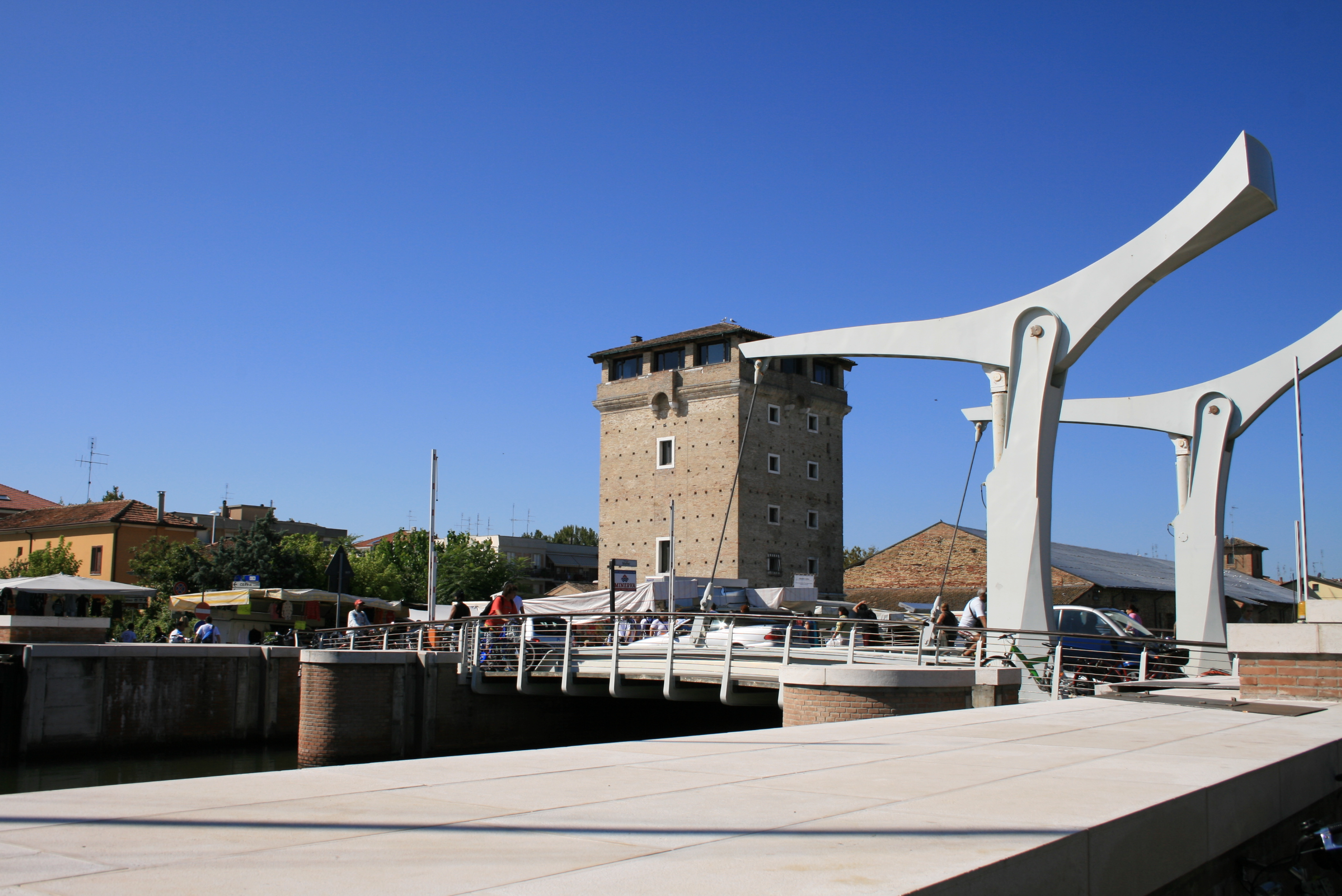
Tour de San Michele
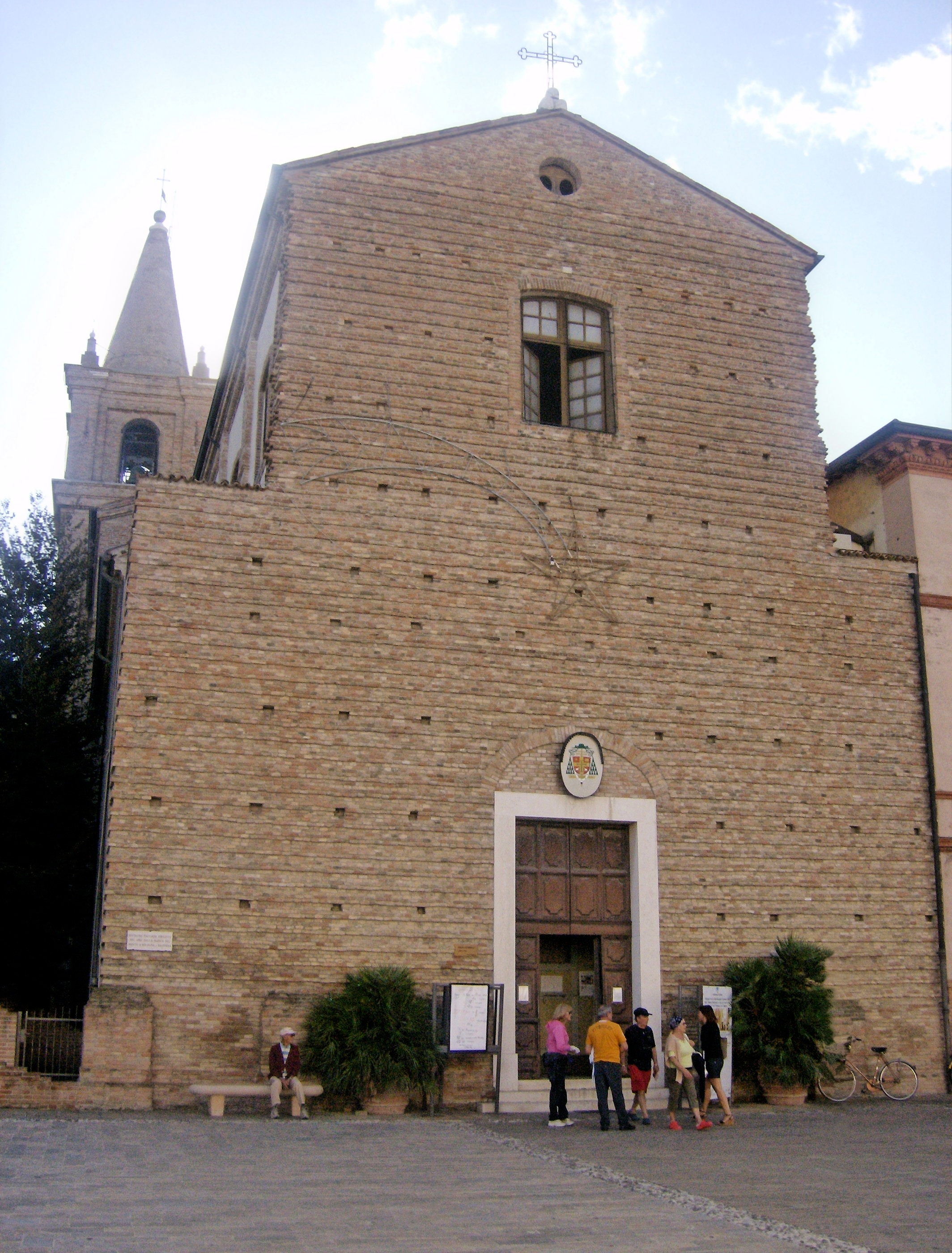
La cathédrale Santa Maria Assunta
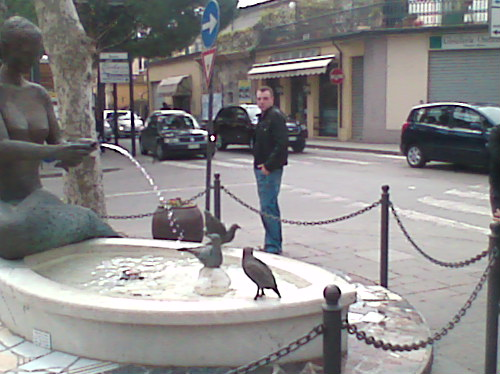
Statue de Angelika viale Roma
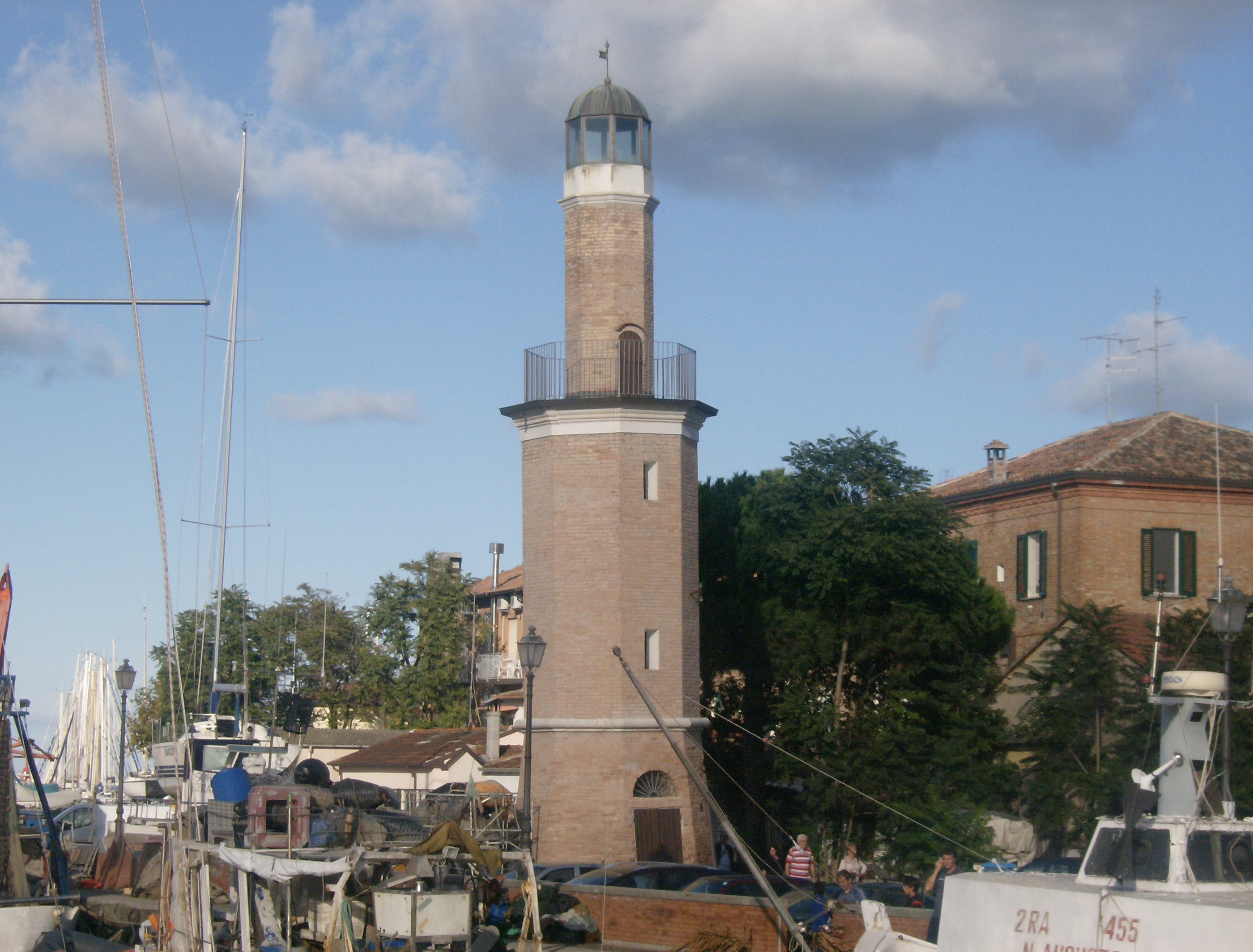
Le phare